# Elektrorecepcja
Elektrorecepcja, elektropercepcja, zmysł elektryczny – zdolność odbierania bodźców elektrycznych z otoczenia, wykrywanie obecności oraz zmian pola elektrycznego za pomocą elektroreceptorów. Zdolność elektrorecepcji posiadają stekowce i niektóre gatunki ryb, m.in. rekiny, płaszczki, piła zwyczajna, drętwy i chimera pospolita, 
a z ryb kostnoszkieletowych jesiotry, prapłetwiec i mrukokształtne. Narządem zmysłu chrzęstnoszkieletowych są ampułki Lorenziniego.
Wśród ssaków do elektrorecepcji zdolne są stekowce oraz przynajmniej jeden z gatunków delfinów – Sotalia guianensis.
Odbieranie zewnętrznych sygnałów elektrycznych określane jest jako elektrorecepcja bierna. Niektóre gatunki, dzięki obecności narządów elektrycznych, mogą generować własne pole elektryczne i odbierać jego zakłócenia. Jest to aktywna forma elektrorecepcji. Szczególną formę aktywnej elektrorecepcji zaobserwowano u trąbonosa.